# Deutsche Feuerwehr-Ehrenmedaille
Die Deutsche Feuerwehr-Ehrenmedaille am Bande wird auf Antrag vom Präsidenten des Deutschen Feuerwehrverbandes verliehen. Sie ist vornehmlich bestimmt für verdiente Personen, die nicht aktiv der Feuerwehr angehören, und für Repräsentanten ausländischer Organisationen.

## Gestaltung
Die Deutsche Feuerwehr-Ehrenmedaille besteht aus einer runden goldenen Medaillenfläche, auf der ein dunkelblaues Tatzenkreuz und vier rote Flammensymbole abgebildet sind. Der schwarz-goldene Bundesadler ist in der Mitte aufgesetzt. Auf der Rückseite ist die Inschrift „DEUTSCHER FEUERWEHRVERBAND“ eingeprägt. Die Ehrenmedaille hat einen Durchmesser von 50 mm und hängt an einem blau-gelb-roten Band.

## Verleihung
Auf je 3000 Aktive der Feuerwehr kann jährlich eine Deutsche Feuerwehr-Ehrenmedaille am Bande verliehen werden. Über die Verleihung wird eine Ehrenurkunde ausgestellt. Mit der Verleihung wird auch ein Bandsteg ausgehändigt.

## Trageweise
Die Deutsche Feuerwehr-Ehrenmedaille wird in Originalgröße bei der Verleihung und bei besonders feierlichen Anlässen getragen.